# Borken (Hessen)
Borken település Németországban, Hessen tartományban. Lakosainak száma 12 565 fő (2023. december 31.).

## Népesség
A település népességének változása:
| Lakosok száma | 12 742 | 12 649 | 12 440 | 12 555 | 12 565 | 13 359 |
|               | 2017   | 2019   | 2021   | 2022   | 2023   | 2024   |